# 鞍馬號巡洋戰艦
鞍馬（くらま）是大日本帝國海軍鞍馬級巡洋戰艦的一號艦，起造於20世紀初期；其艦名得名自坐落於京都市北方的鞍馬山。1912年8月28日，該艦與其姊妹艦伊吹號一同被改列為戰鬥巡洋艦。 

## 概述
鞍馬級巡洋戰艦使用輸出功率強勁的蒸汽引擎作為推進動力，因此可達到更高的極速；然而這種引擎卻也存在著部分問題。鞍馬號巡洋戰艦採用垂直三段膨脹往復式蒸汽引擎。

## 服役歷史
在服役後不久，鞍馬號巡洋戰艦即於1911年6月25日載著海軍大將島村速雄前往英國參加英王喬治五世的加冕海上閱兵儀式。
第一次世界大戰期間，鞍馬號被日本海軍指派前往護衛於南太平洋地區活動的英國商業船團，後並與金剛號戰艦及比叡號戰艦一同支援協約國軍隊佔領德屬加羅林群島與馬里亞納群島的登陸行動。1920年代，鞍馬號被編入北方艦隊，並參與了西伯利亞干涉，在事件中負責掩護日本軍隊登陸俄羅斯的行動。
戰後，鞍馬號巡洋戰艦被《華盛頓海軍條約》納入規範對象，並因此於1923年9月20日被拆解。

## 歷任艦長
※資料根據『日本海軍史』第9卷・第10卷「將官履歷」。
- 西山保吉 大佐：1910年5月5日～1911年1月16日
- 石井義太郎 大佐：1911年1月16日～12月1日
- 秀島成忠 大佐：1911年12月1日～1912年6月18日
- 永田泰次郎 大佐：1912年6月18日～1913年12月1日
- 榊原忠三郎 大佐：1913年12月1日～1914年4月21日
- （兼任）町田駒次郎 大佐：1914年4月21日～5月27日
- 志津田定一郎 大佐：1914年5月27日～1915年9月1日
- 齊藤半六 大佐：1915年9月1日～1916年12月1日
- （兼任）大内田盛繁 大佐：1916年12月1日～1917年2月13日
- 森本義寛 大佐：1917年2月13日～10月10日
- 別府友次郎 大佐：1917年12月1日[1] - 1919年11月20日[2]
- 井手元治 大佐：1919年11月20日～1920年11月20日
- 寺岡平吾 大佐：1920年11月20日～1921年12月1日
- 河合退蔵 大佐：1921年12月1日～1922年4月1日
- 高倉正治 大佐：1922年4月1日[3] - 1922年11月10日[4]
- （兼任）小泉親治 大佐：1922年11月10日～12月1日
- （兼任）廣澤恒 大佐：1922年12月1日<ref>『官報』第3102号、大正11年12月2日。

## 脚註
1. ↑  『官報』第1601号、大正6年12月3日。
2. ↑  『官報』第2190号、大正8年11月21日。
3. ↑  『官報』第2898号、大正11年4月4日。
4. ↑  『官報』第3085号、大正11年11月11日。